# 十蕊槭
十蕊槭（学名：Acer decandrum）是无患子科槭属的植物。分布于越南以及中国大陆的广西、云南、广东等地，生长于海拔800米至1,500米的地区，见于阔叶林中，目前尚未由人工引种栽培。

## 别名
海南槭（静生生物调查所汇报）、阔翅槭（中国树木分类学报）